# Ноза

Ноза — река в России, протекает в Верхнетоемском районе Архангельской области. Устье реки находится в 484 км по левому берегу реки Северной Двины. Длина реки — 44 км. Берёт своё начало из озера Нозского.

## Данные водного реестра
По данным государственного водного реестра России относится к Двинско-Печорскому бассейновому округу, водохозяйственный участок реки — Северная Двина от впадения реки Вычегда до впадения реки Вага, речной подбассейн реки — Северная Двина ниже места слияния Вычегды и Малой Северной Двины. Речной бассейн реки — Северная Двина.